# Thubana leucosphena
Thubana leucosphena là một loài bướm đêm thuộc họ Lecithoceridae. Nó được tìm thấy ở An Huy, Phúc Kiến, Giang Tây, Hà Nam, Hồ Nam, Hồ Bắc, Quý Châu và Triết Giang in Trung Quốc.

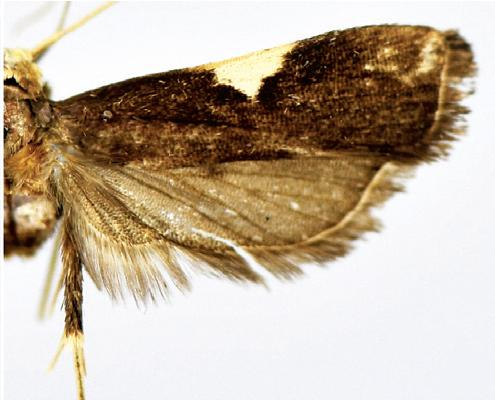

## Hình ảnh

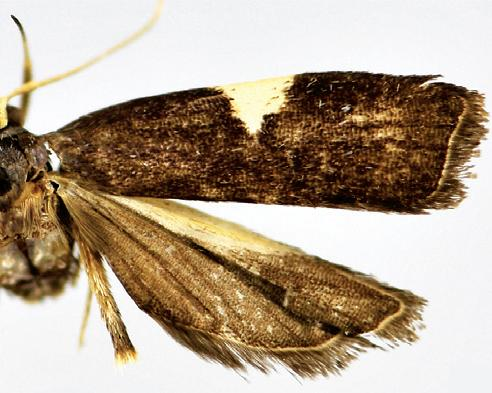